# Tony "CD" Kelly
Tony "CD" Kelly är en jamaicansk musikproducent och ljudtekniker, aktiv sedan 1988.
Han ligger bakom dancehallhits som T.O.K.:s "Chi-Chi Man", Sean Pauls "Like Glue" och "Everyone Fall in Love Sometime" med Tanto Metro & Devonte.